# Baden-Airpark
El Baden-Airpark és un aeròdrom situat l'antiga localització del ja clausurat camp d'aviació militar canadenc CFB Baden-Soellingen, al sud-oest de Rastatt i a l'oest de Baden-Baden, al districte de Rheinmünster, prop de la frontera francesa.
L'espai dona servei a l'aeroport de Karlsruhe / Baden-Baden des de l'any 2001, així com a una extensa zona industrial i a diverses instal·lacions de lleure, com una sala d’esports de gel (curling), a un camp de golf de 18 forats i a dos museus, un dels quals el Museu de la Força Aèria germanocanadenca, que exposa la història de l’antiga base aèria.